# Pompeii (chanson)
Singles de Bastille
Flaws
(2012)
Pompeii est une chanson extraite du premier album studio All This Bad Blood du groupe de musique britannique Bastille. La chanson est écrite et composée par Dan Smith. La réalisation est menée par Smith et Mark Crew. Lors du 3e épisode de la série américaine «Reign», Pompeii a pu se faire entendre.

## Classements par pays
| Classement (2013)                       | Meilleure position |
| --------------------------------------- | ------------------ |
| Allemagne (Media Control AG)            | 6                  |
| Australie (ARIA)                        | 4                  |
| Autriche (Ö3 Austria Top 40)            | 3                  |
| Belgique (Flandre Ultratop 50 Singles)  | 3                  |
| Belgique (Flandre Ultratip 100)         | 5                  |
| Belgique (Wallonie Ultratop 50 Singles) | 35                 |
| Belgique (Wallonie Ultratip 50)         | 20                 |
| Danemark (Tracklisten)                  | 21                 |
| Écosse (OCC)                            | 1                  |
| France (SNEP)                           | 96                 |
| Grèce                                   | 19                 |
| Irlande (IRMA)                          | 1                  |
| Israël (Media Forest)                   | 4                  |
| Italie (FIMI)                           | 2                  |
| Norvège (VG-lista)                      | 13                 |
| Nouvelle-Zélande (RMNZ)                 | 8                  |
| Pays-Bas (Nederlandse Top 40)           | 23                 |
| Tchéquie (IFPI Rádio)                   | 6                  |
| Slovaquie (IFPI Rádio)                  | 13                 |
| Suède (Sverigetopplistan)               | 6                  |
| Suisse (Schweizer Hitparade)            | 5                  |
| Royaume-Uni (UK Singles Chart)          | 2                  |
| États-Unis (Hot 100)                    | 5                  |
| États-Unis (Alternative Songs)          | 1                  |

## Certification
| Pays             | Organisme | Disque de certification | Seuil   |
| ---------------- | --------- | ----------------------- | ------- |
| Allemagne        | BVMI      | Or                      | 150 000 |
| Australie        | ARIA      | 3 × Platine             | 210 000 |
| Belgique         | (BEA)     | 2 × Platine             | 40 000  |
| Danemark         | IFPI      | 2 × Platine             | 60 000  |
| Italie           | FIMI      | 2 × Platine             | 60 000  |
| Nouvelle-Zélande | RIANZ     | Platine                 | 15 000  |
| Royaume-Uni      | BPI       | Platine                 | 600 000 |
| Suède            | GLF       | 3 × Platine             | 120 000 |
| Suisse           | IFPI      | Or                      | 10 000  |